# W sercu Afryki
W sercu Afryki (ang. A Far Off Place) – amerykański film przygodowy z 1993 roku na podstawie książek A Story Like the Wind i A Far Off Place Laurensa Van der Posta.

## Opis fabuły
Nonnie mieszka w buszu. Przybywa tam Harry, zarozumiały chłopak z miasta. Pewnej nocy Nonnie wymyka się z domu, by wyjść do buszu. W ślad za nią wyrusza Harry. Dziewczyna zauważa przy skale swojego przyjaciela, Xhabbo, który został ranny po walce z lampartem. Harry dołącza do nich. Cała trójka chowa się w jaskini, gdzie spędzają noc. Rano Nonnie słyszy strzały z karabinów, które dochodzą z jej domu. Dziewczyna biegnie zobaczyć, co tam się wydarzyło. Na miejscu zauważa kłusowników, którzy mścili się za egzekucje kłusowników dokonywane przez ojca Nonnie. Nonnie biegnie powiadomić o całym zajściu swoich przyjaciół. Cała trójka jest narażona na niebezpieczeństwo ze strony żądnych zemsty kłusowników. Przyjaciele chcą dojść do najbliższego miasta, leżącego 2000 kilometrów na zachód, za piaskami pustyni Kalahari. Niezrażeni tym dystansem ruszają w trwającą wiele miesięcy podróż. Jeden z kłusowników, znajomy rodziny, rusza śladem dzieci. Grupa dociera do miasta, tam Nonnie spotyka swego dziadka, przyjaciela kłusownika. Gdy starszy pan dowiaduje się, że jego kolega brał udział w ataku, postanawia sam wymierzyć sprawiedliwość. Razem z Nonnie i Harrym leci do kopalni należącej do kłusowników, gdzie ukryte są kły kilku tysięcy słoni. Nonni dochodzi do wniosku, że trzeba wysadzić kopalnię dynamitem. Na miejscu zjawia się także główny winowajca, grożąc użyciem broni. Harry przecina linę trzymającą wszystkie kości, które spadają na kłusownika. Zostaje podłożony dynamit. Kłusownik, próbując ratować majątek, rzuca się do środka kopalni. Wtedy następuje wybuch, który kończy jego życie.

## Obsada
| Postać                  | Aktor             |
| ----------------------- | ----------------- |
| Nonnie Parker           | Reese Witherspoon |
| Harry Winslow           | Ethan Randall     |
| John Ricketts           | Jack Thompson     |
| Xhabbo                  | Sarel Bok         |
| Paul Parker             | Robert John Burke |
| Elizabeth Parker        | Patricia Kalember |
| John Winslow            | Daniel Gerroll    |
| Pułkownik Mopani Theron | Maximilian Schell |
| Jardin                  | Miles Anderson    |
| Kierowca                | Fidelis Cheza     |
| Warden Robert           | Taffy Chihota     |
| Doktor                  | Anthony Chinyanga |
| Nuin-Tara               | Magdalene Damas   |